# Marius Behr
Marius Behr (* 9. April 1997) ist ein deutscher Basketballspieler.

## Laufbahn
Behr wuchs in der Nähe der Stadt Bremerhaven auf und spielte in der Nachwuchsabteilung der Eisbären Bremerhaven. Er kam zu Einsätzen in der Jugend-Basketball-Bundesliga sowie der Nachwuchs-Basketball-Bundesliga, ab der Saison 2013/14 sammelte er in der Herrenmannschaft des Eisbären-Partnervereins BSG (zweite und erste Regionalliga) Spielerfahrung im Erwachsenenbereich. Ende April 2016 gab er für die Eisbären im Spiel gegen Oldenburg seinen Einstand in der Basketball-Bundesliga.
Zur Saison 2016/17 wechselte Behr zu den Hamburg Towers in die 2. Bundesliga ProA und erhielt darüber hinaus die Möglichkeit, mittels einer „Doppellizenz“ für Hamburgs Kooperationspartner, den SC Rist Wedel, in der 2. Bundesliga ProB Spielpraxis zu sammeln. Zu Beginn des Spieljahres 2018/19 fiel er krankheitsbedingt aus, anschließend kam er für die Towers auf neun Einsätze (0,8 Punkte pro Spiel) und schaffte mit der Mannschaft als Meister der ProA den Bundesliga-Aufstieg. Behr wurde in der Saison jedoch mehrheitlich bei Rist Wedel in der ProB eingesetzt und erzielte dort in 19 Spielen durchschnittlich 4,9 Punkte.
In der Sommerpause 2019 wechselte er zum VfL Bochum (2. Bundesliga ProB), wo er wie in Wedel mit Trainer Félix Bañobre zusammenarbeitete. 2021 gelang Behr mit den Bochumern der Aufstieg in die 2. Bundesliga ProA, er trug zu diesem Erfolg in 25 Einsätzen während des Spieljahres 2020/21 im Schnitt 6,8 Punkte pro Begegnung bei. Behr war in Bochums erster ProA-Spielzeit Mannschaftskapitän, nach dem Ende der Saison 2021/22 kam es zur Trennung.
Im Juli 2022 meldete Drittligist EN Baskets Schwelm Behrs Verpflichtung. Nach einem Spieljahr in Schwelm nahm Behr ein Angebot des Regionalligavereins ETB Schwarz-Weiß Essen an. 2024 errang er mit Essen den Meistertitel in der 1. Regionalliga West. Für Behr verlief das Spieljahr allerdings aufgrund der Nachwirkungen einer Verletzung, die er sich in der Saisonvorbereitung zugezogen hatte, durchwachsen. Er verließ die Mannschaft im Anschluss an die Saison 2023/24 und schloss sich dem SVD 49 Dortmund (2. Regionalliga) an.